# Маркини, Рон
Рональд «Рон» Ли Маркини (англ. Ronald «Ron» Lee Marchini; род. 1945) — американский каратист, писатель
, актёр, продюсер, сценарист и режиссёр. Считается одним из лучших мастеров боевых искусств всех времён. Известен как первый противник Чака Норриса.

## Биография
Рон Маркини родился 4 марта 1945 года, в городе Стоктон, штат Калифорния. В шесть лет стал заниматься в секции карате. Рон отслужил в Армии США, достиг звания сержанта. В мае 1964 года на Takayuki Kubota’s All-Stars Tournament в Лос-Анджелесе, штат Калифорния, Рон Маркини встретился на ринге с Чаком Норрисом. Победителем вышел Норрис, который позже отозвался о Маркини как об одном из самых трудных противников в своей карьере. В 1967 году Рон выиграл турнир Pacific Coast. В 1969 году, Рон признан лучшим каратистом Соединённых Штатов. В 1972 году Рон Маркини занял третье место на Чемпионате США по карате.В 1974 году вышел первый фильм с участием Рона в главной роли — Murder in the Orient. В 2002 году вышел фильм «Новые гладиаторы», снятый по сценарию Элвиса Пресли и ставший последним фильмом с участием Маркини. Сейчас Рон живёт в родном городе Стоктоне, где открыл свою школу боевых искусств.

## Личная жизнь
У Маркини есть младший брат. Рон женат на Джо Энн Маркини, которая также была продюсером его фильма Omega Cop (в России известен как «Работорговцы»). Во время съёмок фильма «Полицейский-каратист» в 1991 году, Рон и его жена попали в автомобильную аварию, но сильно не пострадали.

## Медиа
Рональд Маркини получил известность среди фанатов эксплуатационного кино по серии фильмов «Волк джунглей», в которых он играет главную роль. Первый фильм серии, «Волк Джунглей», был снят по мотивам рассказа Рона Маркини Jungle Wolf о приключениях бывшего солдата во Вьетнаме.
Рон Маркини является автором книги Power Training in Kung-Fu and Karate.